# Aslı Çakır Alptekin
Aslı Çakır Alptekin (Antália, 20 de agosto de 1985) é uma corredora meio-fundista turca, banida por oito anos do atletismo por dopagem de sangue após conquistar e ter confiscada a medalha de ouro olímpica dos 1500 m em Londres 2012.
Alptekin não teve um bom começo no esporte em eventos internacionais. Aos 19 anos, depois de disputar e ficar em sexto lugar nos 3000 m c/ obstáculos do Campeonato Mundial Júnior de Atletismo de 2004, testou positivo para doping com substâncias ilegais durante este torneio e foi suspensa por dois anos. Retornou às pistas em 2006, motivada por seu técnico, İhsan Alptekin, depois seu marido, que encerrou sua carreira de atleta apenas para treiná-la.
Em 2011, ela venceu a prova dos 1500 m na Universíade, realizada em Shenzhen, na China. No ano seguinte, no Campeonato Mundial de Atletismo em Pista Coberta, em Istambul, no seu país natal, ficou com a medalha de bronze nos 1500 m. Seu grande momento na carreira veio com a medalha de ouro nesta prova em Londres 2012, a primeira da história da Turquia no atletismo dos Jogos Olímpicos. Todas estas medalhas e títulos, porém, seriam depois confiscados.

## Novo caso de doping
Depois de uma suspensão de dois anos em setembro de 2004, Çakir enfrentou novo caso de dopagem. Em março de 2013, a WADA anunciou que a atleta era uma das oito que testaram positivamente para substâncias proibidas em Londres 2012, no caso, sangue "alterado". Também fez parte da acusação a suspeita de "anomalias no seu passaporte biológico".  Mantido inicialmente em sigilo, o caso aguardou uma contraprova e foi enviado pela IAAF à Federação Turca de Atletismo. Absolvida das acusações em fevereiro de 2014 pelas autoridades esportivas turcas, Çakir voltou a receber uma suspensão provisória da IAAF, que decidiu recorrer da decisão apelando para uma solução final frente ao Tribunal Arbitral do Esporte (Tribunal Arbitral du Sport – TAS) em Lausanne, Suíça.
Em agosto de 2015, o TAS aprovou um acordo entre a atleta e a IAAF; Alptekin  concordou em devolver sua medalha de ouro de Londres e cumprir uma suspensão de oito anos por dopagem sanguínea. Todos os seus resultados conseguidos depois de 29 de julho de 2010 foram anulados e as medalhas requisitadas de volta pela IAAF.